# クラシック・ステーション
『クラシック・ステーション』は、岐阜放送ラジオで放送されているクラシック音楽を放送する音楽番組。

## 番組概要
放送の最初は『おはようございます。ぎふチャンアナウンサーの〇〇です。この時間は、｢クラシック・ステーション｣をお送りします。1日の始まりに、クラシック音楽』をお楽しみください。』というアナウンサーの後に、クラシック音楽の曲名を紹介する。その後、クラシック音楽が、流れっぱなしである。
放送の最後は放送中に流れた、クラシック音楽の曲名の紹介し『今日の1日、健やかにお過ごしください。ぎふチャンアナウンサーの〇〇でした。』で放送を締める。
| スタブアイコン | サブスタブ | この項目は、まだ閲覧者の調べものの参照としては役立たない、ラジオ番組に関連した書きかけの項目です。この項目を加筆・訂正などしてくださる協力者を求めています（P:ラジオ/PJ:放送番組）。 |